# Ottilie Wildermuth

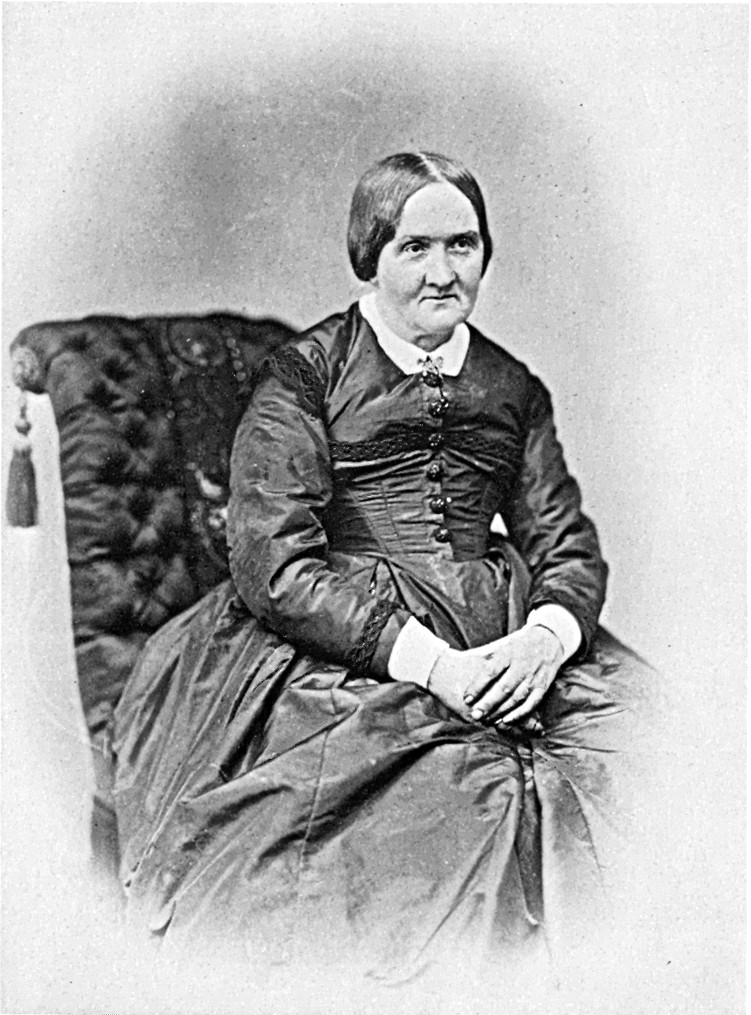
Ottilie Wildermuth, in de laatste jaren van haar leven.

Ottilie Wildermuth-Rooschütz (Rottenburg am Neckar, 22 februari 1817 - Tübingen, 12 juli 1877) was een Duitse schrijfster, vooral bekend om haar kinderboeken. Samen met E. Marlitt en Marie Nathusius was ze een van de meest gelezen schrijvers van de 19e eeuw.

## Biografie
Ottilie toonde al vroeg in haar leven een honger naar kennis en schreef in die tijd al verhalen en gedichten. Ze kreeg eerst privélessen en ging daarna - tot haar veertiende - naar de lagere school. In de zomer van 1833, toen ze 16 jaar oud was, mocht ze voor zes maanden naar de huishoudschool in Stuttgart, waar ze leerde koken en naaien. Zowel haar literaire kennis als Engels en Frans leerde ze door zelfstudie. Tien jaar later trouwde ze met de tien jaar oudere filoloog Wilhelm David Wildermuth (1807-1885). Na een tijd als privéleraar in Frankrijk en Engeland te hebben gewerkt, werd hij professor in moderne talen aan het Lyceum (thans het Gymnasium) in Tübingen. In diezelfde plaats vormde Ottilie een literaire salon voor vrouwen, die ze tot haar dood bezat. Het jonge paar was vanaf het begin van hun huwelijk bevriend met onder meer dichter en filoloog Ludwig Uhland en zijn vrouw, jurist en dichter Karl Mayer, schrijver en predikant Gustav Schwab en pedagoog Theodor Eisenlohr. Door haar gevarieerde opleiding kon Ottilie ook deelnemen aan het werk van haar man. Net als hij gaf ze Engels, en deed ze liefdadigheidswerk en werk als hospita voor kostgangers. Tussen 1844 en 1856 kregen ze vijf kinderen, waarvan er drie de volwassen leeftijd bereikten.

## Carrière
In 1847 stuurde Ottilie haar eerste verhaal, Die alte Jungfer, naar het literaire journaal Morgenblatt. Nadat het voor publicatie was geaccepteerd, schreef ze meer lange en korte verhalen, romans en biografieën, kinderboeken en idyllische verslagen van het protestantse Zwabische leven, in wiens kringen ze zich bewoog. Doordat haar verhalen in de smaak vielen bij het publiek, werd Ottilie's werk ook gepubliceerd in veelgelezen familietijdschriften als Daheim en Die Gartenlaube, waardoor ze bekend werd bij andere hedendaagse schrijvers.
Ottilie publiceerde in 1870 het kindertijdschrift Der Jugendgarten - Eine Festschrift für Knaben und Mädchen, dat later werd voortgezet door haar dochters Agnes en Adelheid. In 1871 ontving Ottilie de grote gouden medaille voor Kunst en Wetenschap in Württemberg.
Op haar vijftigste werd haar gezondheid sterk aangetast door een zenuwaandoening en in juli 1877 stierf ze op 60-jarige leeftijd aan een beroerte. Ze is begraven op de stadsbegraafplaats in Tübingen, waar haar graf zich nog steeds bevindt.